# لقد سقطنا
لقد سقطنا (بالإنجليزية: WeCrashed)‏ هو مسلسل دراما أمريكي من بطولة جاريد ليتو وآن هاثاواي. صدر المسلسل على منصة أبل تي في + في 18 مارس 2022.